# Isaac Berger
Pour les articles homonymes, voir Berger (homonymie).
Isaac Berger (né le 16 novembre 1936 à Jérusalem (Palestine mandataire) et mort le 4 juin 2022) est un haltérophile américain.

## Carrière

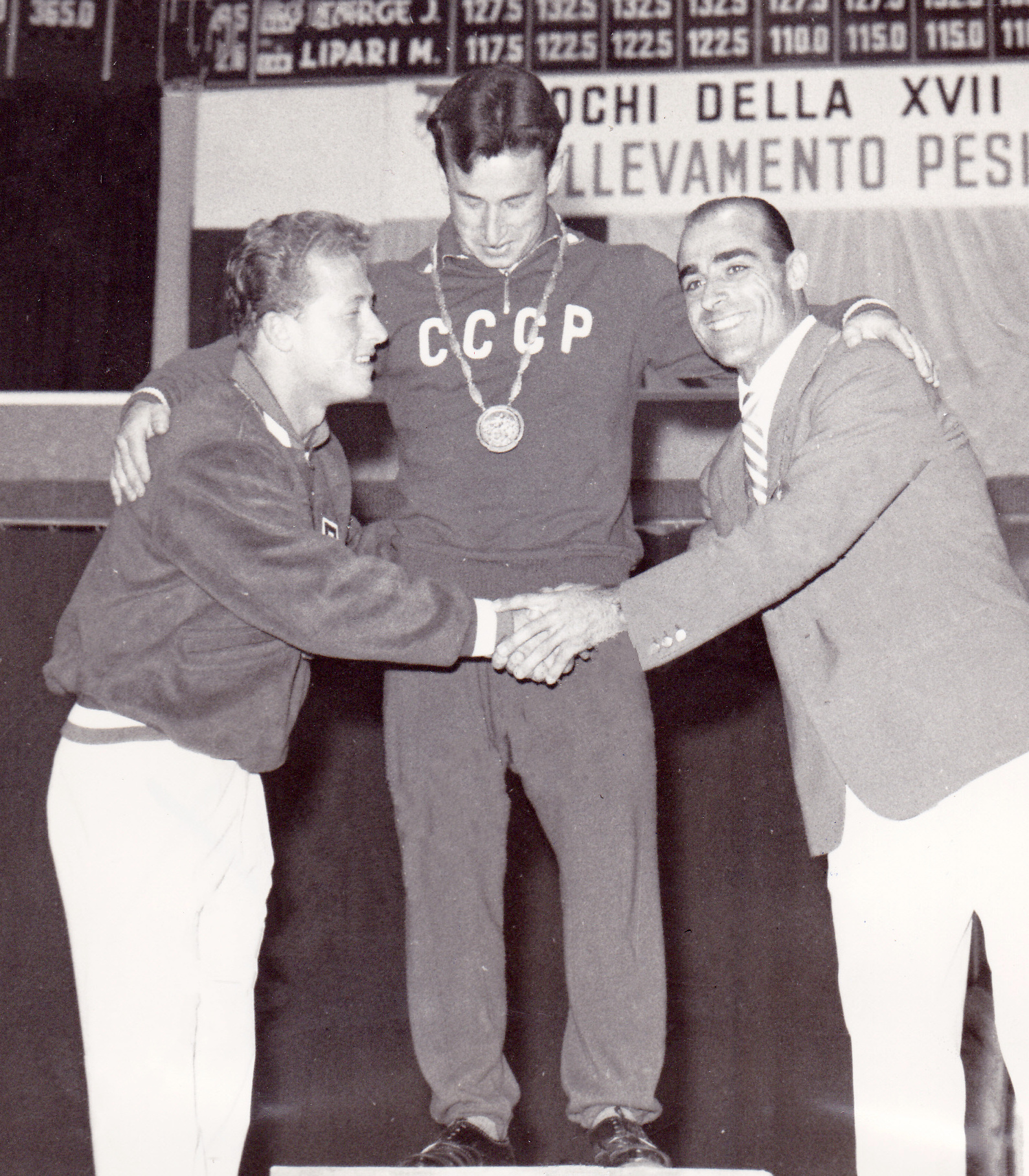
Isaac Berger, Yevgeny Minayev et Sebastiano Mannironi en 1960.

D'origine juive, il a émigré vers les États-Unis adolescent. En décembre 1955, il est naturalisé citoyen américain puis obtient rapidement ses premiers titres. Dans sa carrière, il a obtenu trois médailles olympiques dont un titre en 1956 à Melbourne et deux titres de champion du monde en 1958 et 1961. Il a battu vingt-trois records du monde, devenant le premier à cumuler un total de 800 livres en compétition et le premier à soulever le double de son propre poids.

## Palmarès

### Jeux olympiques
- Médaille d'or en - de 60 kg aux Jeux de Melbourne 1956
- Médaille d'argent en - de 60 kg aux Jeux de Rome 1960
- Médaille d'argent en - de 60 kg aux Jeux de Tokyo 1964

### Championnats du monde
- Médaillé d'or en - de 60 kg en 1958 à Stockholm
- Médaillé d'or en - de 60 kg en 1961 à Vienne
- Médaillé d'argent en - de 60 kg en 1959 à Varsovie
- Médaillé d'argent en - de 60 kg en 1963 à Stockholm
- Médaillé d'argent en - de 60 kg en 1964 à Tokyo
- Médaillé de bronze en - de 60 kg en 1957 à Téhéran

### Jeux panaméricains
- Médaille d'or aux Jeux panaméricains 1959
- Médaille d'or aux Jeux panaméricains 1963